# Emilio Ghione Jr
Emilio Ghione Jr., nome di battesimo Pierfrancesco Ghione (Roma, 1911 – Nettuno, 1982) è stato un attore e produttore cinematografico italiano.
Figlio dell'attore e regista Emilio Ghione e di Clotilde Coletti, come produttore cinematografico il suo nome era Piero Ghione o talvolta anche Pietro Ghione.

## Filmografia

### Attore
- Fumeria d'oppio, regia di Raffaello Matarazzo (1947)
- Cavalcata d'eroi, regia di Mario Costa (1950)
- Ulisse, regia di Mario Camerini (1954) – con il nome di Piero Ghione
- Come svaligiammo la Banca d'Italia, regia di Lucio Fulci (1966)

### Regista
- Dagli Zar alla Bandiera Rossa, regia di Piero Ghione e Gino Mangini (1963)

### Produttore
- Valeria ragazza poco seria, regia di Guido Malatesta (1958)
- Erode il Grande, regia di Viktor Tourjansky (1959)
- Giuditta e Oloferne, regia di Fernando Cerchio (1959)
- La donna dei faraoni, regia di Viktor Tourjansky (1960)
- La leggenda di Enea, regia di Giorgio Venturini (1962)

### Direttore di produzione
- Il mulino delle donne di pietra, regia di Giorgio Ferroni (1960)
- Le baccanti, regia di Giorgio Ferroni (1961)
- Il sicario, regia di Damiano Damiani (1961)
- Il figlio dello sceicco, regia di Mario Costa (1962)
- Col ferro e col fuoco, regia di Fernando Cerchio (1962)
- Il conquistatore di Atlantide, regia di Alfonso Brescia (1965)
- Io, io, io.... e gli altri, regia di Alessandro Blasetti (1966)
- Uccidete Rommel, regia di Alfonso Brescia (1969)
- Le calde notti di Don Giovanni, regia di Alfonso Brescia (1971)
- I corsari dell'isola degli squali (La rebelión de los bucaneros), regia di José Luis Merino (1972)
- Malocchio, regia di Mario Siciliano (1975)